# Alfred Neumann (Archäologe)
Alfred Neumann (vollständiger Name Alfred Richard Neumann, * 18. Mai 1905 in Pilsen; † 4. Dezember 1988 in Wien) war ein österreichischer Provinzialrömischer Archäologe.

## Leben
Alfred Neumann studierte von 1924 bis 1929 Archäologie, Geographie, Geschichte und Klassische Philologie an der Universität Wien, wo ihn vor allem Wilhelm Kubitschek beeinflusste. Bei ihm wurde Neumann am 13. Dezember 1929 zum Dr. phil. promoviert. Ab 1930 arbeitete er als Assistent am Museum Carnuntinum in Bad Deutsch-Altenburg. Von 1934 bis 1937 war er archäologischer Referent des wissenschaftlichen Pressedienstes der Stadt Wien. 1939 wurde Neumann wissenschaftliche Hilfskraft am Römisch-Germanischen Zentralmuseum in Mainz.
Nach dem Zweiten Weltkrieg wurde Neumann 1946 zum Leiter des Römermuseums Wien ernannt und 1948 zum Leiter der Ur- und Frühgeschichtlichen Abteilung des Historischen Museums der Stadt Wien. Damit war er zugleich Leiter der archäologischen Grabungen im Wiener Stadtgebiet. Für seine wissenschaftlichen Verdienste erhielt Neumann zahlreiche Ehrungen: Er war Mitglied des Österreichischen Archäologischen Instituts (seit 1948) und korrespondierendes Mitglied des Deutschen Archäologischen Instituts (seit 1953); 1965 verlieh ihm der Bundespräsident den Professorentitel; 1967 erhielt er den Förderungspreis des Dr. Adolf Schärf Fonds zur Förderung der Wissenschaften. 1973 trat Neumann in den Ruhestand. Nach seinem Tod am 4. Dezember 1988 wurde er am 13. Dezember 1988 auf dem Wiener Zentralfriedhof beigesetzt.
Neumanns Forschungsschwerpunkt war die Siedlungsgeschichte des Raums Wien. Er veröffentlichte zahlreiche Bücher, Aufsätze, Katalog- und Lexikonbeiträge, unter anderem für Paulys Realencyclopädie der classischen Altertumswissenschaft (RE) und für den Kleinen Pauly. Seine Veröffentlichungen über verschiedene Grabungen im Raum Wien sind inzwischen durch Neufunde teilweise veraltet. Zusammen mit Leonhard Franz gab er 1965 das Lexikon ur- und frühgeschichtlicher Fundstätten Österreichs heraus.

## Schriften (Auswahl)
- Römische Militärdisziplin von Augustus bis Hadrian. Wien 1929 (ungedruckte Dissertation)
- Die römischen Ruinen unter dem hohen Markt. Wien 1950. 2., verbesserte und erweiterte Auflage 1957
- Ausgrabungen und Funde im Wiener Stadtgebiet 1948/1949. Wien 1951
- Ausgrabungen und Funde im Wiener Stadtgebiet 1949/1950. Wien 1953
- Ausgrabungen und Funde im Wiener Stadtgebiet 1950. Wien 1955
- Die römischen Baureste am Hof 9. Wien 1958
- Das Römische Museum der Stadt Wien. Zu seinem 60jährigen Bestand. Wien 1963
- Die Skulpturen des Stadtgebietes von Vindobona. Wien 1967 (Corpus Signorum Imperii Romani Österreich I,1)
- Lampen und andere Beleuchtungsgeräte aus Vindobona. Wien 1967
- Forschungen in Vindobona 1948 bis 1967. Zwei Bände, Wien 1967–1968
- Vindobona: Die römische Vergangenheit Wiens. Geschichte, Erforschung, Funde. Wien/Köln/Graz 1972. 2., verbesserte und erweiterte Auflage 1980
- Ziegel aus Vindobona (= Der Römische Limes in Österreich. Heft 27). Verlag der Österreichischen Akademie der Wissenschaften, Wien 1973, ISBN 3-7001-0017-5.